# Boeing

O schiță a aeronavei Boeing 707

Boeing (AFI: [(/ˈboʊɪŋ/]) este un fabricant american de avioane civile și militare, cu sediul în Chicago, SUA. Boeing este al doilea cel mai mare furnizor de echipament aerospațial și tehnologic al Pentagonului după Lockheed Martin. Compania este prezentă în 70 de țări din întreaga lume.
Compania este organizată în două divizii principale:
- Boeing Commercial Airplanes (BCS)
- Boeing Integrated Defense Systems (BIDS)

În iunie 2008 în întreaga lume existau 12,000 de avioane comerciale făcute de Boeing, ceea ce reprezintă aproximativ 75% din întreaga flotă de avioane comerciale din lume.

## Avioane militare

### Bombardiere
- B-1 Lancer
- B-2 Spirit
- B-17 Flying Fortress
- B-29 Superfortress
- B-47 Stratojet
- B-52 Stratofortress

### Avioane cisternă
- KC–135 Stratotanker
- KC-97 Stratotanker

### Avioane de transport strategic
- C-17 Globemaster III

### Avioane speciale

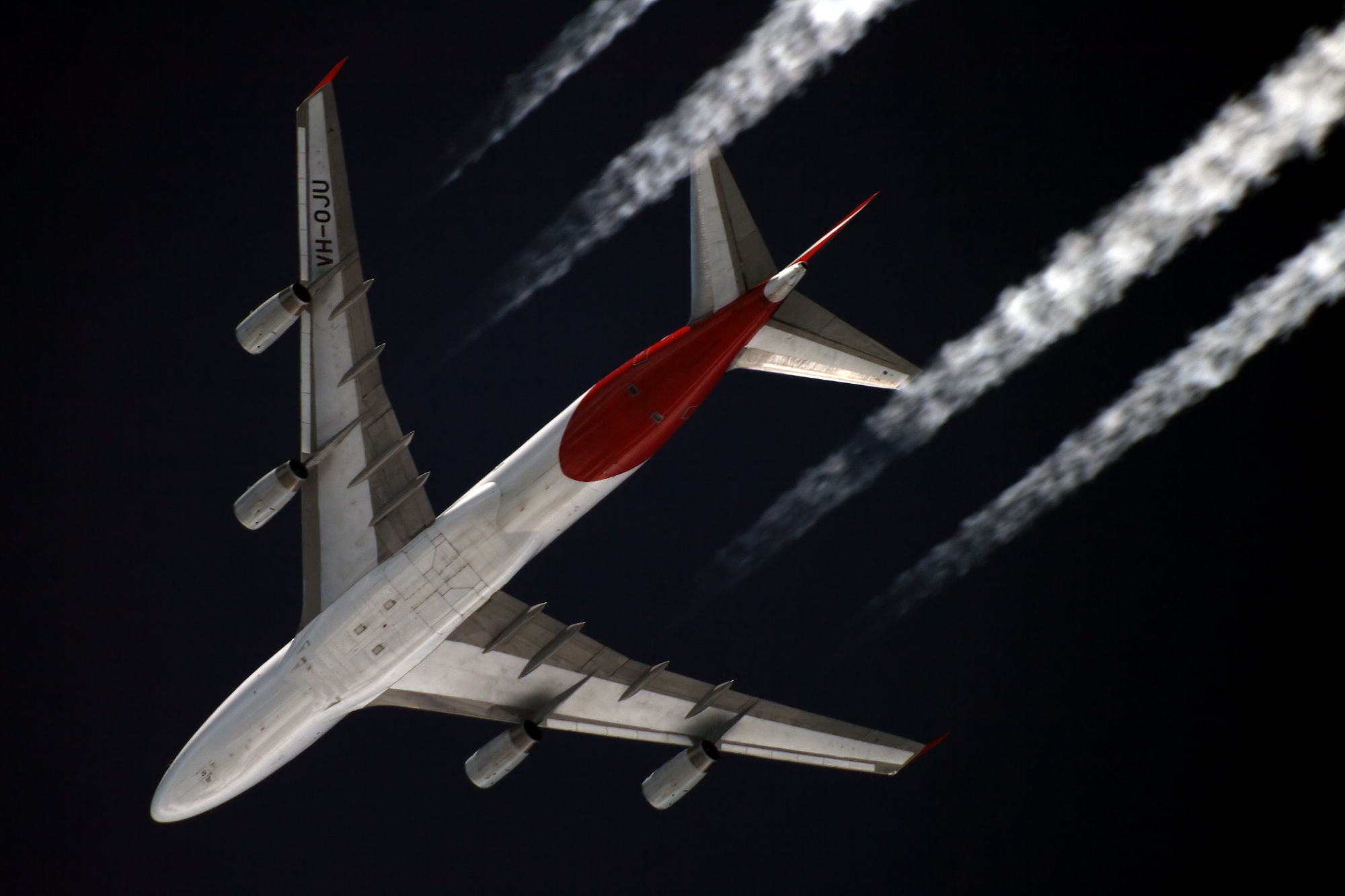

- Boeing E-3 SENTRY AWACS
- Boeing E-4B NAOC
- Boeing E-6 MERCURY
- Boeing E-8C JSTARS

### Avioane de luptă
- McDonnell Douglas F/A-18 Hornet
- Boeing F/A-18E/F Super Hornet
- Boeing EA-18G Growler
- F-15 Eagle
- F-15 Strike Eagle

## Avioane civile
- Boeing 247
- Boeing 367-80
- Boeing 707
- Boeing 717
- Boeing 727
- Boeing 737
- Boeing 747
- Boeing 757
- Boeing 767
- Boeing 777
- Boeing 787

## Elicoptere

### Elicoptere de atac
- Boeing AH-64 Apache
- Boeing RAH-66 Comanche

### Elicoptere de transport
- CH-47 Chinook
- H-21 Shawnee
- CH-46 Sea Knight

## Avioane supersonice de pasageri
- Boeing 2707

## Avioane experimentale
- Boeing X-36
- Boeing X-32 JSF
- Boeing X-45
- Boeing XB-15
- Boeing X-43
- Boeing X-48